# Cosas que pasan, que no pasan y que deberían pasar
Cosas que pasan, que no pasan y que deberían pasar es el título del décimo álbum de estudio del rapero El Chojin, el cual salió al mercado el 31 de marzo del 2009.
En el álbum hay colaboraciones de diversos artistas de la escena, como Locus (Duo Kie), Donpa, Maika Sitté y otras algo más extrañas como las de Luis Eduardo Aute en un remix de "Ríe cuando puedas, llora cuando lo necesites" y la de El Gran Wyoming. En el apartado de instrumentales encontramos a Jefe de la M, Acción Sánchez (SFDK), R de Rumba (Violadores del Verso), Titó (Falsalarma), Locus (Duo Kie) y DJ Caution.

## Lista de canciones
| #  | Título                                                 | Colaboración(s)                       | Productor(s) | Duración |
| -- | ------------------------------------------------------ | ------------------------------------- | ------------ | -------- |
| 1  | "Arriba "                                              | Locus                                 |              | 2:28     |
| 2  | "Por la mañana"                                        |                                       |              | 0:34     |
| 3  | "Es loco"                                              |                                       |              | 4:03     |
| 4  | "Llamada a Mario"                                      |                                       |              | 0:47     |
| 5  | "Mi odisea"                                            |                                       |              | 3:16     |
| 6  | "La llegada de Jairo"                                  |                                       |              | 0:25     |
| 7  | "Cosas que pasan"                                      |                                       |              | 1:49     |
| 8  | "El camino a la discográfica"                          |                                       |              | 0:32     |
| 9  | "Uh"                                                   |                                       |              | 3:38     |
| 10 | "Pequeñas cosas"                                       | Maika Sitté                           |              | 3:56     |
| 11 | "La llegada a la discográfica"                         |                                       |              | 0:29     |
| 12 | "No me importa lo que me cuenten"                      |                                       |              | 3:53     |
| 13 | "La negociación"                                       |                                       |              | 0:35     |
| 14 | "Jo colega / Mala suerte"                              | Red House                             |              | 4:54     |
| 15 | "La perversión del lenguaje"                           | El Gran Wyoming                       |              | 3:19     |
| 16 | "Ríe cuando puedas, llora cuando lo necesites (Remix)" | Luis Eduardo Aute                     |              | 3:44     |
| 17 | "La decepción"                                         |                                       |              | 1:07     |
| 18 | "Un paso atrás"                                        |                                       |              | 3:09     |
| 19 | "Cosas que no pasan"                                   |                                       |              | 1:26     |
| 20 | "La decisión"                                          |                                       |              | 0:22     |
| 21 | "Libre"                                                | Donpa & la Orquesta de Cámara Clave 1 |              | 5:57     |
| 22 | "Los conciertos"                                       |                                       |              | 0:53     |
| 23 | "N.E.G.R.O"                                            |                                       |              | 3:14     |
| 24 | "Superhéroe"                                           |                                       |              | 3:16     |
| 25 | "Por ahí, por allá"                                    |                                       |              | 0:12     |
| 26 | "Cosas que deberían pasar"                             |                                       |              | 1:31     |
| 27 | "Habilidades"                                          |                                       |              | 3:40     |
| 28 | "El reencuentro"                                       |                                       |              | 0:47     |
| 29 | "Siéntense y disfruten"                                | Astrid Jones                          |              | 4:31     |
| 30 | "P.D"                                                  |                                       |              | 4:06     |

- Datos: Q5789866